# Życie nad rozlewiskiem
Życie nad rozlewiskiem – polski serial telewizyjny, będący trzecią serią przygód Małgorzaty, Barbary i Marysi. Premiera serialu odbyła się we wrześniu 2011. Serial jest kontynuacją Domu nad rozlewiskiem oraz Miłości nad rozlewiskiem. Emitowany także w TVP Polonia z napisami angielskimi.

## Produkcja
Okres zdjęciowy rozpoczął się 10 maja i trwał do 30 maja. Kręcono wtedy zdjęcia w Warszawie. Na początku czerwca praca na planie przeniosła się na Mazury. Zdjęcia trwały do 12 sierpnia, plenery: Pajtuński Młyn, Pasym, Purda.
Scenariusz serialu nie opiera się na powieści Małgorzaty Kalicińskiej tak jak to było w poprzednich seriach serialu

## Obsada
- Joanna Brodzik − jako Małgorzata Jantar
- Małgorzata Braunek − jako Barbara Jabłonowska
- Olga Frycz − jako Marysia Jantar
- Piotr Grabowski − jako Konrad Jantar
- Jerzy Schejbal − jako Tomasz
- Agnieszka Mandat − jako Kaśka
- Anna Czartoryska-Niemczycka − jako Paula Maj
- Ewa Bakalarska − jako Ada Dobrowolska
- Joanna Drozda − jako Elwira
- Joanna Fertacz - jako Wrona
- Julia Czupryńska − jako Dominika, córka Elwiry
- Mateusz Janicki − jako Krzysztof, młody leśniczy
- Wojciech Droszczyński − jako Henryk Piernacki
- Maria Pakulnis − jako Ewa Sztern, aktorka i partnerka życiowa Henryka
- Krystian Wieczorek - jako Sławek Maj
- Ryszard Chlebuś − jako właściciel lokalu
- Bartłomiej Kasprzykowski − jako dentysta Janusz Lisowski
- Mariusz Czajka jako Józef Wroński
- Marek Kałużyński jako ksiądz Karol
- Irena Telesz-Burczyk − jako pani Róża, matka proboszcza
- Maria Kowalik - jako Romana Chłuśniak, babcia Ryśka i była teściowa Sławka
- Maciej Wierzbicki jako Maciej Skwara, organista
- Piotr Polk jako Ordon
- Zdzisław Wardejn jako Józef Strata
- Robert Wrzosek − jako Andrzej Parchuć
- Antoni Królikowski − jako Kuba Milewicz
- Sylwia Juszczak-Krawczyk − jako Mirka, pośredniczka turystyczna
- Hanna Wolicka jako Czesia Karolakowa
- Marian Czarkowski jako Stefan Karolak
- Piotr Polak jako rzeźbiarz Orest Jakimow

i inni

## Lista odcinków
| Nr odcinka | Data premiery (TVP1) |
| ---------- | -------------------- |
| 1          | 4 września 2011      |
| 2          | 11 września 2011     |
| 3          | 18 września 2011     |
| 4          | 25 września 2011     |
| 5          | 2 października 2011  |
| 6          | 9 października 2011  |
| 7          | 16 października 2011 |
| 8          | 23 października 2011 |
| 9          | 30 października 2011 |
| 10         | 6 listopada 2011     |
| 11         | 13 listopada 2011    |
| 12         | 20 listopada 2011    |
| 13         | 27 listopada 2011    |